# Günther Josten
Günther Josten (* 7. November 1921 in Rhynern; † 7. Juli 2004 in Aurich) war ein deutscher Jagdflieger und Träger des Ritterkreuzes mit Eichenlaub während des Zweiten Weltkrieges und später in der Luftwaffe der Bundeswehr.

## Leben

### Wehrmacht
Günther Josten trat im Januar 1940 in die Luftwaffe ein und kam am 1. November 1941 zur Jagdgruppe Trondheim, die über Skandinavien verteilt stationiert war. Ende August 1942 wurde er zur 3. Staffel der I. Gruppe des Jagdgeschwaders 51 (JG 51) versetzt, welches an der Ostfront eingesetzt war. Dort gelang ihm am 23. Februar 1943 auch der erste von insgesamt 178 bestätigten Abschüssen. Josten gelang es im Sommer 1943 häufig, mehrere sowjetische Flugzeuge abzuschießen, im September dieses Jahres wurde er allerdings für ein halbes Jahr an die Luftkriegsschule 2 nach Fürstenfeldbruck in der Nähe von München versetzt. Nachdem er am 5. Februar 1944 zwei A-20-Havoc-Bomber abgeschossen hatte, wurde ihm als Oberfeldwebel das Ritterkreuz des Eisernen Kreuzes verliehen.
Am 2. Mai 1944 wurde Günther Josten nach seinem 90. Luftsieg zum Leutnant befördert, am 18. September übernahm er dann das Kommando über die 3. Staffel. Hier konnte er am 20. Juli 1944 seinen 100. Luftsieg verbuchen. Nach 161 Abschüssen erhielt Josten am 28. März 1945 als 810. Soldat das Eichenlaub zum Ritterkreuz. Kurz vor Kriegsende wurde er als Oberleutnant (seit 1. November 1944) Kommandeur der IV. Gruppe des JG 51. Seine letzten Luftsiege erzielte Josten am 25. April 1945. Insgesamt flog Josten während des Krieges etwa 420 Einsätze. Von seinen 178 bestätigten Luftsiegen, entfielen über 60 auf Flugzeuge des Typs Iljuschin Il-2 sowie einen viermotorigen Bomber B-17. Ferner flog er etwa 80 Jabo-Einsätze, wobei ihm 25 unbestätigte Luftsiege gelangen. Josten zählt bis heute zu den besten Nachwuchsjagdfliegern, der selbst nie abgeschossen wurde. Sein Bruder Reinhard Josten war ebenfalls Jagdflieger im JG 51, kam allerdings am 21. April 1942 bei einem Einsatz ums Leben.

### Bundeswehr
Nach dem Krieg trat Günther Josten in die Bundeswehr ein. Unter anderem war er vom 29. Mai 1962 bis zum 31. März 1967 Kommodore des Jagdgeschwaders 71 der Luftwaffe als direkter Nachfolger von Erich Hartmann.
In seine Zeit als Kommodore fiel die Umrüstung des Geschwaders von der Canadair Sabre auf den Lockheed F-104G Starfighter und die folgende Starfighter-Affäre mit vielen tödlichen Unfällen, zu denen er auch von Politikern befragt wurde.
Am 31. März 1981 ging Günther Josten als Oberst im Generalstab in den Ruhestand. Er gehörte der Gemeinschaft der Flieger deutscher Streitkräfte an.

## Auszeichnungen
- Ehrenpokal für besondere Leistung im Luftkrieg am 31. August 1943
- Deutsches Kreuz in Gold am 17. Oktober 1943[6]
- Ritterkreuz des Eisernen Kreuzes[6]
  - Ritterkreuz am 5. Februar 1944
  - Eichenlaub am 28. März 1945 (810. Verleihung)
- Bundesverdienstkreuz 1. Klasse 1980